# Grafema
Un grafema è un segno elementare e non ulteriormente suddivisibile che costituisce l'unità minima dei sistemi di scrittura: un grafema rappresenta un'unità linguistica (un fonema, una sillaba o un morfema).
Generalmente i grafemi sono inclusi tra parentesi angolate ⟨ ⟩: ad es. il grafema ⟨b⟩. La corrispondenza tra grafemi e fonemi (che viene indagata dalla grafemica) non sempre è biunivoca: ad esempio, in italiano, il fonema /ɲ/ è rappresentato dalla combinazione di due grafemi ⟨gn⟩: il gruppo di grafemi ⟨gn⟩ è comunemente denominato digramma o, più precisamente, "bigrafema".

## Tipi di grafemi
A seconda dell'unità linguistica codificata, si individuano tre tipi di grafema:
- la lettera che rappresenta l'unità grafica minima di un sistema alfabetico, e corrisponde generalmente a un fonema;[4]
- il sillabogramma che si riferisce all'unità grafica minima di un sistema sillabico e rappresenta cioè la sillaba;[5]
- il logogramma che rappresenta l'unità grafica minima di un sistema logografico e corrisponde a un morfema: i linguisti recentemente tendono a escludere l'opinione che un sistema di scrittura possa codificare direttamente le idee senza avere da tramite la lingua e quindi generalmente preferiscono scartare i termini ideogramma e pittogramma, nonostante siano spesso comunemente usati.[6]

## Grafemi, grafi e allografi
Il grafema è un'entità astratta, frutto dell'analisi compiuta sul sistema di scrittura: ogni grafema è espresso concretamente da un grafo (la terminologia riprende l'opposizione fono-fonema): il grafema dell'alfabeto italiano ⟨b⟩, ad esempio, potrà esser via via realizzato da grafi diversi, che possono corrispondere a tipi di carattere diversi nella stampa o alle grafie specifiche delle singole persone che scrivono. Cardona propone di segnare i grafi tra doppie parentesi uncinate « » per evitare confusione con i grafemi. 
Come per i fonemi, che possiedono allofoni, i grafemi possono avere degli allografi: un allografo è una variante combinatoria (o contestuale), ossia una variante del grafema determinata dal contesto in cui il grafema dovrebbe comparire. Il fatto che compaia l'allografo di un grafema è deciso quindi da ciò che sta prima e dopo il grafema, cioè il suo contesto. Nell'alfabeto italiano si considerano allografi le maiuscole: queste infatti sono usate in contesti specifici, ossia dopo punto fermo, punto interrogativo ed esclamativo e con i nomi propri.